# Sallie House
Sallie House là một ngôi nhà nằm ở Atchison, Kansas. Được xây dựng vào giữa những năm 1800, ngôi nhà được cho là bị ám bởi hồn ma của một cô gái trẻ đã chết trong nhà khi đang phẫu thuật ruột thừa. Vụ ám ảnh được cho là đã thu hút được sự chú ý của quốc gia sau khi nó được đưa lên một số chương trình truyền hình huyền bí.

## Lịch sử
Sallie House ban đầu được gia đình Finney bỏ tiền ra xây dựng vào giữa những năm 1800. Đây là nhà của Charles Finney, một bác sĩ địa phương. Finney hoạt động tại nhà của mình, sử dụng tầng dưới làm nơi phẫu thuật và khám bệnh, có một phòng ngủ sử dụng như một văn phòng. Gia đình Finney sống trên lầu cho đến khi họ chuyển ra ngoài do thiếu không gian.
Ngôi nhà được liệt kê trên trang  bất động sản Zillow với giá 1 triệu USD vào tháng 2 năm 2016, giá bán giảm xuống còn 499.000 USD vào tháng 8 cùng năm. Vào tháng 11 năm 2017, ngôi nhà đã ngừng hoạt động trên thị trường.

## Sự kiện
Sallie House được cho là bị ám bởi hồn ma của một cô gái trẻ đã chết. Theo truyền thuyết, một đứa trẻ tên là Sallie được mẹ đưa đến nhà bác sĩ Finney vì đau bụng dữ dội. Ông nghĩ rằng cô bị đau ruột thừa và bắt đầu tiến hành phẫu thuật khẩn cấp, vì ông tin rằng ruột thừa của Sallie sắp vỡ. Tuy nhiên, ông ta đã cắt vào trước khi thuốc mê có tác dụng; kết quả là Sallie đã bị giết.
Nhiều người từng sống trong căn nhà đã cáo buộc các hoạt động siêu linh diễn ra trong ngôi nhà. Vụ việc đã được báo cáo bởi các du khách là nam giới, họ tuyên bố đã bị trầy xước cho đến chảy máu, điều này đã dẫn đến việc Sallie được mệnh danh là "Hồn ma ghét đàn ông."
Vào những năm 1990, ngôi nhà được giới thiệu trên chương trình truyền hình Sightings chuyên điều tra về các hoạt động huyền bí. Vào ngày 17 tháng 1 năm 2015, ngôi nhà xuất hiện trong một tập của loạt phim Ghost Adventures của kênh Travel Channel.